# Pandanus calamianensis
Pandanus calamianensis är en enhjärtbladig växtart som beskrevs av Elmer Drew Merrill. Pandanus calamianensis ingår i släktet Pandanus och familjen Pandanaceae. Inga underarter finns listade.